# Символ кипа
Символ или знак кипа (₭) — типографский символ, который входит в группу «Символы валют» (англ. Currency Symbols) стандарта Юникод: оригинальное название — Kip sign (англ.); код — U+20AD. Используется для представления национальной валюты Лаоса — кипа.
Характерные символы, выполняющие эти функции: ₭ • K. Кроме того, для краткого представления кипа используются коды стандарта ISO 4217: LAK и 418.

## Начертание
Символ «₭» представляет собой заглавную латинскую букву «K», перечеркнутую посередине одной горизонтальной чертой.

## Использование в качестве сокращения названий денежных единиц
Символ «₭» используется для представления национальной валюты Лаоса — кипа (англ. kip).

## Другие способы использования
Символ кипа может использоваться в качестве замены буквы K̵ языка саанич, алфавит которого состоит только из заглавных букв.